# 哈里森鎮區 (密歇根州)
哈里森鎮區（英語：Harrison Township）是位於美國密歇根州馬科姆縣的一個特設鎮區。

## 地方資料
哈里森鎮區的面積為61.50平方千米，當中陸地面積為36.90平方千米，而水域面積為24.60平方千米。根據2020年美國人口普查的數據，當地共有人口24314人，而人口密度為每平方千米395.35人。